# 突撃チキン!
『突撃チキン!』（とつげきチキン!）は、講談社『コミックボンボン』で連載されていた坂本憲司郎作の漫画作品。

## 概要
主人公チキンとその仲間たちが、伝説の土地ブレーメンの道しるべとなる宝を探す物語。当初は読みきりとしてスタートし、その後連載にいたる。また作者がボンボンの漫画賞に応募し賞を取った作品のタイトルも『突撃チキン!』である。2006年8月号から2007年12月号まで連載。全20話（2話掲載、計3回）。コミックは全4巻。人気があったが、ボンボンが休刊になったため、さまざまな謎を残したまま終了してしまった。
ストーリーは、童話や童謡、おとぎ話等をモチーフにしている。
作者の次回作、『BUSTER KEEL!』は、この漫画の1000年後の未来の話という設定がある。
作者の坂本は本作の続編を描くことの意思をTwitter上で示している。

## キャラクター

### チキン一行
キャラの元ネタは、M･Tを除いてブレーメンの音楽隊である。次回作『BUSTER KEEL!』では伝説の勇者としてシルエットで登場している。
チキン
元気全快天然系ボーイ。ブレーメンの宝を探している。怒らせると髪の毛がトサカのように逆立つ。前髪が赤い（読み切り版『突撃チキン!』において、チキンはニワトリに変身すると言う設定だったのでそれの名残らしい）。
実は「眠れる獅子」と呼ばれるシーザー王国の王子で本名「チキン＝シーザー」。バンディッツによって国民が眠ってしまうという事態になり、国の人々を救うべくブレーメンの宝を探すことになった。ピーマンが大嫌いだが、赤ピーマンは大丈夫。
M・T
本名ミシシッピ寺本。チキンの相棒のスライムで、主にハンマーに変化しチキンの武器となる。リンゴが好物でニンジンが嫌い。チキンの父、リオンが使うときとは、ハンマーの形が違う。わりと絵が上手い。
また、作者の作品に姿は違うが毎回登場しているらしい（2006年『コミックボンボン』3月号欄外より）。
ミュウ
ブレーメンの宝「猫の爪」（キャットクロー）を持つネコミミの女の子。世界的大ドロボーモンキーキャットの娘。自分の8歳の誕生日に両親と兄のように慕っていた父の弟子を殺された過去を持つ。親の仇である、マウスボーイを探している。その為、キャットクローは唯一つの形見である。胸にはエッグタウンの少年から貰ったバッジをつけている。
バウワーウ
ハートフルランドで出会った少年。大の負けず嫌いで、負け犬と言われると犬の獣人に変身する能力を持つ。自分のせいで感情を失ってしまった少女マリアのために「ハートスマイル」というどんな呪いも解くことのできる宝を探している。ブレーメンの宝「犬嘩掌闘（けんかじょうとう）」を持つ。
ドンキー
チェス王国ナイト隊の隊長であるロバの少年だが、かなりの臆病者。敵と戦う時もタルや壺に隠れていた。
チェス王国最強の騎士と言われた父の「ジークフリード」を心から尊敬しており、彼の言葉とチェス王国を守りたいと言う強い気持ちからブレーメンの宝「ウイングスピア」を使いこなせるようになる。O-ショウとの戦いの後、王家の鍵を取り戻すためと言ってチキン達の仲間に加わった。

### バンディッツ
世界中の宝という宝はなんでも盗む世界最強最悪の犯罪組織。
ボス
バンディッツのボス。作中ではトイレに入って用を足しているところしか台詞がない。正体は不明。

#### 強盗四天王（カルテットロバー）
マウスボーイ
ブレーメンの宝、妖刀「鼠小僧（ねずみこぞう）」を持つ。圧倒的な実力を持つが、チキンとミュウの連係プレーによって一度敗れる。ネズミの被り物をしている。会話の所々で英単語を織り交ぜて話す。
O-ショウ
通称おしょう。元はチェス王国の軍師で将棋戦隊を指揮する。ブレーメンの宝「風扇（ふうせん）」を持つ。
チェス王国では、見事な作戦でチキン達を翻弄するも、チキンとドンキーのコンビアタックの前に敗れる。
しかしクロスの裏切りにより「王家の鍵」を奪い逃走する。
名前の元ネタは将棋の駒「王将」より。
ゼブラ
死神と呼ばれている男。目のような模様の入った大鎌を持っている。縞模様の服を着ている。
サルゴー＝リラッパー
破壊屋（クラッシャー）と呼ばれる男。目に傷がある。実はバウの幼馴染で同じ教会で育った。バウと同じくハートスマイルを探す旅に出た。なぜバンディッツに入ったのかは不明。

#### 下っ端
キューティコック
メンバーの1人。水神の玉を盗もうとしたがチキンに倒され行方不明となる。
ぬらりん
メンバーの1人。僧侶のような姿をしている。木魚の音で相手を動けなくする。幽霊が好物で、エルピスを食べようとしたが、ファイヤーソウルの力でパワーアップしたチキンに倒された。現在行方不明。キューティーコックと違いブレーメンの宝を探しているようには見えなかった。元ネタは妖怪のぬらりひょん。
E（エッグ）・E（エッグ）・タマゴッティー
エッグタウンの市長に扮していた。正体は大きな化け物。硬い殻で囲まれていて防御力は抜群。チキンの攻撃を無効化し苦しめたがミュウに破壊され倒された。その後、逮捕され牢屋に入れられた。
リス丸
マウスボーイの部下。ブレーメンの宝を盗むもチキン達によって取り返される。挙句の果てにはマウスボーイに「無能な部下」とされて斬られ、生死不明。ひまわりを食べて種を散弾銃のように出せる。
フォックス
遊園地ハートフルランドの経営者。通称「百面相」。地下で沢山の人を奴隷のようにして鉱石発掘をさせていた。9本の尻尾で攻撃と防御の両方ができる。チキン達を罠にはめ、捕まえて幹部入りを狙ったものの、最後はチキンに倒された。
カメレ＝オーン
カメレオンのように保護色で姿を消せる、フォックスの部下。バウに倒された。
ミカヅキ
シーザー王国から「王家の鍵」を奪おうとするが、リオン王によって阻止される。
しかし、ブレーメンの宝「ムーンスリープ」を使い、自分の命と引き換えに、シーザー王国を眠りにつかせた。
アロー
バンディッツの秘書。女性。最初の方から出ていたが、名前が明かされたのは最終回の一話前。ボスを初めとするバンディッツの面々に手を焼いている。

#### 将棋戦隊
O-ショウの部下達。将棋の駒にちなんだ名前を持つ。チェス王国に戦争を仕掛けた。
キン＆ギン
O-ショウの部下、将棋戦隊の金と銀。かなりのスケベな2組の爺さん。ミュウのお尻を触ったりとセクハラばかりしている。部下にもヘンタイジジイと言われるほど。しかし、戦う時は意外と強く、戦闘時は合体して戦う（ギンがキンの頭の上に乗る）。ミュウ、クイーン＝チェスと戦った。
ケーマ
O-ショウの部下、将棋戦隊の桂馬。お笑い好き。武器はハリセン。チキンと戦った。
キョウシャ
O-ショウの部下、将棋戦隊の香車。キョキョキョと笑う。槍のような頭を持ち、敵に向かって突っ込む。チキンと同じく突撃と言う。戦争前に先走ってチェス王国に攻撃を仕掛けチキンと戦い、叩かれ横長になり最後は吹き飛ばされた。
ヒシャ
O-ショウの部下、将棋戦隊の飛車。弁慶のような姿をしている。キャッスルを圧倒するほど強い。バウと同じ変身能力を持ち、竜に変身する。バウと戦うも、敗れる。
クロス
O-ショウの部下、将棋戦隊の角。元チェス王国ビショップ部隊隊長。理由は不明だが、チェス王国を裏切った。常に煙草を吸っている。偽の角に仕立て上げた偽者やドンキーをためらいなく攻撃した。何かO-ショウと約束をしている模様だが、真相は分からずじまいとなっている。
十字架の形をした大型の銃「クロスガン」を使う。
カク
O-ショウの部下、将棋戦隊の偽の角。チェス王国との戦いの切り札のため、O-ショウとクロスが偽の角に仕立て上げた（そのため将棋戦隊登場画面ではO-ショウの吹き出しで顔が見えなかった）。クロスのクロスガンの一撃で倒された。顔はその名のとおり角ばっている。

### チェス王国
その名の通り、チェスのような形の建物のある国。軍事国家として有名。作者の次回作、『BUSTER KEEL!』にて、遠い未来滅んだ国という設定の舞台として登場する。
キング＝チェス
チェス王国国王。市民を大切にしている。妻のクイーン＝チェスとは仲が良い。
クイーン＝チェス
チェス王国王妃。普段は清楚な女性だが、実はチェス王国最強とも言われる人物で、自ら戦場に立つ。その際、口調と性格が豹変する。女王様と呼ばせる。戦闘の際には鞭で戦う。
キャッスル
チェス王国ルーク隊隊長。その名の通り城のような姿をしている。チェス王国を守ることに命を懸けている。酒は樽で大量に一気飲み出来るほどの酒豪。
ドンキー
チェス王国ナイト隊隊長。#チキン一行参照。
クロス
チェス王国ピジョップ隊隊長。#将棋戦隊参照。
ユッコさん
チェス王国内で年中無休で食堂を経営している肝っ玉母ちゃん。戦争中でも営業している。
シンさん
ユッコさんの肝っ玉ぶりにあきれながらもがんばるオヤジさん。

### シーザー王国
軍事国家。平和な国だったが、バンディッツにより永遠の眠りに付かされてしまった。
リオン
シーザー王国国王でチキンの父親。
国王なのにサボり癖が付いており、接待中も忙しいと言いながら漫画を読んでいた。しかし戦闘能力は非常に高く、数百人の刺客を一瞬で全滅させた。必殺技は「獅子奮迅」。
現在は国民共々眠りについている。
スノウ
シーザー王国王妃でチキンの母親。
リオンのことを信頼しており、怒るときはしっかりと怒る。
現在は国民共々眠りについている。
セバスチョン
シーザー王国大臣。
いつも勉強の時間に脱走しているチキンに手を焼いている。
リオンによってチキンとともに外に出されたため、眠りについてはいないが、現在何をしているかは不明。

### イッカリー
港町。漁業が盛んで非常に活気がある。
アッヒルー
港にいるアヒルのボートで言葉を話す事が出来る。かつては子供を乗せて楽しく遊んでいたが、海賊のおかげで今は寂しい思いをしている。チキン達と海の男レースに出場し、その最中で海賊からの攻撃を受けチキン達を助けたいという思いから、空を飛べるようになった。そして、海の怪物との戦いでチキン達を乗せて共に戦った。
正体は彼自身がブレーメンの宝で人魚島の宝を示しており、最終話でひょんなことからブレーメンお宝である事が発覚する。チキン達と人魚島に向けて旅立った。
村長
イッカリーの村長。海の男レースに解説として呼ばれたが、司会には話をほとんどないがしろにされた。
司会
海の男レースの司会。村長にコメントを求めるが、すぐ話を横に振るった。
ホエール
海賊クジラ団の船長で、海の男レースにおいて毎年汚い手を使って優勝していた。チキン達との勝負で沈めようとするも失敗し敗退した。その後、うさばらしに大砲を撃ちまくり、大変な事態を招いてしまった。

### その他
ヌッシー
第1話に登場。
普段は巨大なコイ（?）の姿をしているが、ブレーメンの宝「水神の玉」を持つ事によって竜になる。
キレイな人魚と結婚していたため、チキンによって住んでいる川の名前を「美女ともののけ川」と勝手に命名されてしまう。
エルピス
第2話に登場。
古びた洋館に住む幽霊。元チンピラで毒きのこを食べて死んでいる。ぬらりんに食べられそうになったがチキンに助けられ、ファイアーソウルを使えるようになった。その後、夢だったライブツアーを決行した。ハートフルランドのお化け屋敷の壁にライブ告知の張り紙が張ってあった。名前の由来はアメリカのミュージシャンのエルヴィス・プレスリー。
田中一郎
作品に出てくる隠れキャラ。指名手配されている。見かけはただのサラリーマン。
サイクロプス
一つ目の鬼。村人を襲うと言われ恐れられていたが、実際は森に住む凶悪な妖怪に襲われないよう脅かして森に入らないようにしていた、本当は心優しい妖怪で村の動物とも仲良くしている。妖怪に襲われた村の子供を命がけで守った。最後は村の人達と打ち解け合い、仲良くなる事が出来た。

## 宝

### ブレーメンの宝
どんな願いも叶う伝説の土地ブレーメンまでの道しるべが隠された宝。一見ただの武器などだが、凄い力を持っている。「ブレーメンメンメンブレーメン」と呪文を言うと道しるべとしてある方向を示した矢印とある場所の形が出る。
水神の玉
ヌッシーの住む川の水をきれいにする力を持つ。エルピスのファイヤーソウルを示す。
ファイヤーソウル
幽霊エルピスの持つギター。本体から炎が出る。使う秘訣は「熱い気持ち」。ミュウの猫の爪（キャットクロー）を示す。
猫の爪（キャットクロー）
ミュウの持つヘアーエクステンション。刃物のように使用でき、どんなものでも切り裂くことができる。ドングリ村のチエの輪を示す。
チエの輪
ドングリ村の宝。ドングリ村の人たちに生きる知恵を与える。失うと気力を失う。バウの犬嘩掌闘を示す。
犬嘩掌闘（けんかじょうとう）
バウの持つ犬型グローブ。犬玉などの技を出せる。対になる猿型のグローブもあり、2つで魔物を封印するのに使われていた。チェス王国（ドンキー）のウイングスピアを示す。
ウイングスピア
ドンキーの父「ジークフリード」が使っていた槍。使い方が難しいらしいが、本人は簡単だと言っていた。必要なのは「何かを守りたい」と言う気持ち。港町イッカーリーのアッヒルーを示している。
アッヒルー
港町イッカーリーにいるアヒルのボートで言葉を話せる意志を持った宝。人魚島の宝を示す。
妖刀鼠小僧
マウスボーイが持つ刀。2倍、3倍と持ち主の移動スピードを上げる力を持つ。猫の爪（キャットクロー）でも切ることはできない。次に示す宝は不明。
風扇
O-ショウの持つ、軍配型の宝。竜巻やカマイタチといった、風を操ることができる。風車が付いている。次に示す宝は不明。
ムーンスリープ
バンディッツのミカズキが持っていた杖型の宝。詳しくは不明だが、持ち主の命を吸って人を永遠の眠りに付かせる。現在の持ち主は不明。次に示す宝も不明。
ハートスマイル
どんな呪いでも解くことができる。ブレーメンの宝かどうかは不明。

### 王家の鍵
世界のいくつかの国にある鍵。正体は不明だが、チェス王国の王様が「先祖代々何が何でも守るように伝えられている」という、かなり重要な代物。バンディッツによりシーザー王国・チェス王国の2国の鍵が奪われてしまっている。

## 書籍情報
1. 2007年4月発売[5] ISBN 978-4-06-332079-4
2. 2007年5月発売[6]ISBN 978-4-06-332081-7
3. 2007年9月発売[7]ISBN 978-4-06-332097-8
4. 2007年12月発売[8]ISBN 978-4-06-375110-9